# Kraljevski sudbeni stol
Kraljevski sud (Kraljevski sudbeni stol, Tabula Regia Iudiciaria) bio je prvi dio Kraljevske kurije, vrhovnog sudišta Hrvatske i Ugarske pod Habsburzima od 1723. do 1849. godine, osnovan reformama hrvatsko-ugarskog kralja i cara Svetog Rimskog Carstva Karla VI.
Djelovao je kao sud prve molbe i prizivni sud. Kao sudsko tijelo prve molbe sudio je u predmetima nekad pripadajućim oktavalnim sudovima. Kao prizivno sudsko tijelo bavio se utocima (žalbama) presuda distriktualnih, županijskih, rudarskih i svih kaznenih sudova.
Utoke protiv presuda ovog suda rješavao je Stol sedmorice.
Sastav Kraljevskog sudbenog stola činili su:
- dvojica prelata (imenuje ih kralj)[1]
- dvojica baruna Suda (imenuje ih kralj; stariji barun predsjedava ako je namjesnik osobne kraljeve nazočnosti spriječen)[1]
- dvojica zamjenika redovnih sudaca Kraljevine: vicepalatin i vicesudac kraljevske kurije  (bira ih njihov nadređeni)[1]
- četvorica prabilježnika (bira ih njihov nadređeni)[1]
- ravnatelj kraljevskih parnica (imenuje ih kralj)[1]
- četvorica prisjednika Kraljevine (imenuje ih kralj)[1]
- četvorica nadbiskupijskih prisjednika (bira ih ostrogonski nadbiskup)[1]
- četvorica prekobrojnih prisjednika (imenuje ih kralj)[1]
- izvjestitelj za rudarske sudove te zapisničar (imenuje ih kralj)[1]

Sudom je predsjedao namjesnik osobne kraljeve nazočnosti.
Privremena uredba sudovah za kraljevine Hervatsku i Slavoniu odnosno Sudbeni red od 1. ožujka 1850. reorganizirao je pravosuđe u Kraljevini Hrvatskoj i Slavoniji. Odredio je sudove prve, druge i treće molbe. Raspisom Ministarstva pravosuđa od 16. srpnja 1850. krunovine Hrvatska i Slavonija podijeljene su na sudbene kotare i u njima ustrojeni sudovi. Kao zborni sud prvog reda osnovan je Zemaljski sud u Zagrebu za grad Zagreb i četiri kotara u Zagrebačkoj županiji. Zemaljski sud nosio je to ime do 1862., otkad nosi ime Kraljevski županijski sudbeni stol. Zakonom o ustroju sudova prve molbe od 21. studenog 1874. promijenio je ime u Kraljevski sudbeni stol u Zagrebu. Ime je nosio sve do 1948. godine.